# Muráň (Belianske Tatry)
Der Muráň (deutsch Wandberg oder Muran, ungarisch Murány, polnisch Murań oder Wielki Murań) ist ein Berg des Gebirges Belianske Tatry (deutsch Belaer Tatra) innerhalb der Tatra. Er ist 1890 m n.m. hoch und ist die letzte bedeutende Erhebung am westlichen Ende des Hauptkamms, bevor dieser Richtung Tal Javorová dolina, bereits zur Hohen Tatra gehörig, abfällt. Noch vor dem Talgrund steht der Berg Kôň mit 1356 m n.m.
Seinen Namen erhielt der Berg wahrscheinlich von den imposanten, bis zu 200 Meter hohen Felswänden, die das Bergplateau umzingeln. In der unmittelbaren Umgebung befinden sich mehrere Höhlen, z. B. die Muránska jaskyňa.
Der Berg ist wie der Großteil des Gebirges für Touristen gesperrt. Der einzige Wanderweg in der Nähe ist ein blau markierter Weg von Tatranská Javorina heraus über die Täler Javorová dolina und Zadné Meďodoly an den West- und Südhängen von Muráň bis zum Sattel Kopské sedlo.